# Штрайх, Кристиан
Кри́стиан Штрайх (нем. Christian Streich; 11 июня 1965, Вайль-на-Рейне, Баден-Вюртемберг) — немецкий футболист и футбольный тренер.

## Игровая карьера
Штрайх начал свою карьеру в 1983 году во «Фрайбургере» в Оберлиге Баден-Вюртемберг. В своём первом сезоне его команда выиграла лигу, но в отборочном раунде за выход во вторую Бундеслигу уступила «Хомбургу» и «Бюрштадту».
В 1985 году Штрайх перешёл в «Штутгартер Кикерс», выступавший во второй Бундеслиге. За два сезона Кристиан сыграл всего в 21 матче и принял решение покинуть клуб. В 1987 году Штрайх вернулся во Фрайбург, подписав контракт с клубом второй Бундеслиги «Фрайбургом».
Спустя год футболист стал игроком «Хомбурга». В его составе Штрайх стал вице-чемпионом второй Бундеслиги в 1989 году и вышел в первую Бундеслигу. В сезоне Бундеслиги 1989/90 Штрайх сыграл в 10 матчах, а «Хомбург» вылетел, заняв последнее место. Кристиан принял решение завершить профессиональную карьеру и играть за «Фрайбургер» на полупрофессиональном уровне. В сезоне 1991/92 он стал лучшим бомбардиром в составе «Фрайбургера» с 13 голами. В 1995 году он завершил игровую карьеру после перелома плюсневых костей.

## Тренерская карьера

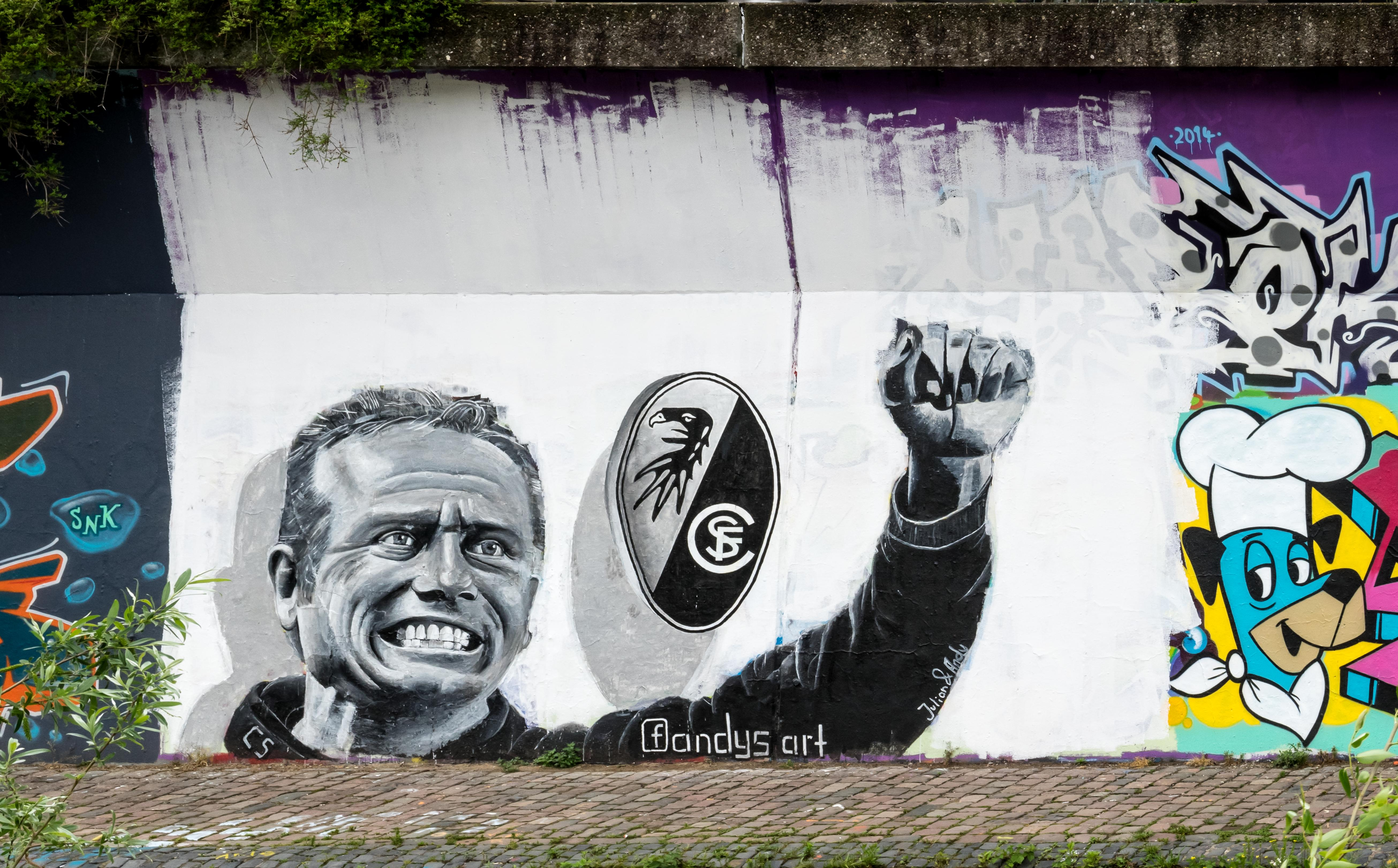
Граффито с изображением Кристиана Штрайха на берегу реки Драйзам, сделанное по поводу сохранения «Фрайбургом» прописки в Бундеслиге в 2014 году.

В 1995 году Штрайх занял пост тренера юношеской команды «Фрайбурга» (до 19 лет). В 2006, 2009 и 2011 годах он приводил команду к победе в Кубке Германии. В 2008 году юниоры «Фрайбурга» под руководством Штрайха выиграли чемпионат Германии, обыграв в финале «Вольфсбург» (2:0). После того, как главным тренером «Фрайбурга» стал Робин Дутт, Штрайх стал ассистентом Дутта в первой команде, однако его главной деятельностью продолжала быть работа в юношеской команде. Под его руководством в профессиональный футбол вышли такие футболисты, как Деннис Аого, Даниэль Шваб, Эмер Топрак, Оливер Бауман.
Летом 2011 года Штрайх стал ассистентом нового главного тренера «Фрайбурга» Маркуса Зорга. В декабре того же года Зорг был уволен в связи с плохими результатами (3 победы в 17 матчах), и 29 декабря новым главным тренером команды стал Штрайх. Второй круг «Фрайбург» под руководством Штрайха провёл успешно: команда покинула зону вылета и после 32 тура оформила сохранение прописки в первой Бундеслиге. Благодаря этим удивительным успехам и его необычным комментариям на пресс-конференциях Штрайх получил высокое внимание со стороны СМИ. Местный телеканал TV Südbaden посвятил ему видео-рубрику Streich der Woche (рус. Штрайх недели), в которой выкладывались видео самых ярких эпизодов из выступлений тренера и которая позже перешла под управление газеты Badische Zeitung.
Из-за неожиданных успехов и хорошей игры «Фрайбурга» во втором круге сезона 2011/12 Штрайх занял третье место после Юргена Клоппа и Люсьена Фавре в голосовании на звание лучшего тренера сезона. В сезоне 2012/13 «Фрайбург» к удивлению многих занял пятое место и вышел в Лигу Европы, а главный тренер команды Штрайх занял второе место в голосовании на звание лучшего тренера сезона, проиграв Юппу Хайнкесу, но опередив Юргена Клоппа. В голосовании, в котором участвуют игроки Бундеслиги, Штрайх стал лучшим тренером 2013 года. В 2013 году Штрайх также получил приз лучшему тренеру года в немецком футболе.
10 мая 2013 года Штрайх продлил истекавший в 2014 году контракт с «Фрайбургом».

## Личная жизнь
Штрайх родился в семье мясника и вырос, работая в лавке отца. Свою приветливую личность он объясняет своими родителями и привитым ими уважением к клиентам. После завершения игровой карьеры Штрайх закончил обучение по курсам немецкого языка, спорта и истории, и, в итоге, стал квалифицированным учителем. Штрайх известен своим «тяжелым» юго-западным немецким диалектом. У Кристиана есть жена и двое детей. До стадиона на тренировки и домашние матчи «Фрайбурга» Штрайх добирается на велосипеде.

## Достижения
Как тренер
- Победитель юношеского чемпионата Германии: 2007/08
- Обладатель юношеского кубка Германии (3): 2005/06, 2008/09, 2010/11
- Лучший тренер сезона по мнению игроков: 2012/13[5]
- Лучший тренер года в немецком футболе: 2013[6]

### Тренерская статистика
| Команда  | Начало работы   | Окончание работы | Результаты | Результаты | Результаты | Результаты | Результаты |
| Команда  | Начало работы   | Окончание работы | И          | В          | Н          | П          | П %        |
| -------- | --------------- | ---------------- | ---------- | ---------- | ---------- | ---------- | ---------- |
| Фрайбург | 29 декабря 2011 | н. в.            | 489        | 195        | 124        | 170        | 039,88     |
| Всего    | Всего           | Всего            | 489        | 195        | 124        | 170        | 039,88     |

По состоянию на 18 мая 2024 года